# Aichwald
Aichwald är en kommun i Landkreis Esslingen i regionen Stuttgart i Regierungsbezirk Stuttgart i förbundslandet Baden-Württemberg i Tyskland.
Kommunen bildades 1 januari 1974 genom en sammanslagning av kommuneran Aichelberg, Aichschieß och Schanbach.